# José Cupertino Ribeiro

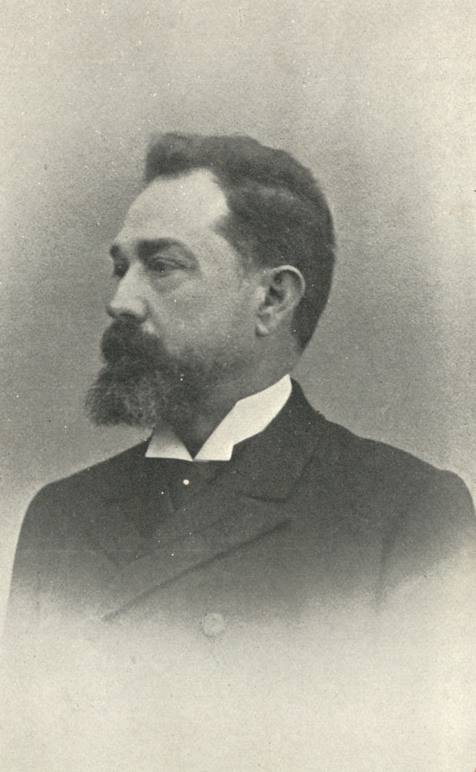
José Cupertino Ribeiro

José Cupertino Ribeiro Júnior (Pataias, Alcobaça, 15 de dezembro de 1848 — Lisboa, 11 de janeiro de 1922) foi um industrial e político português.
Eleito para o Directório do Partido Republicano Português em 1902, Cupertino Ribeiro colaborou na preparação da Implantação da República Portuguesa, em 5 de outubro de 1910. Fez parte da Assembleia Nacional Constituinte como deputado eleito pelo círculo de Alcobaça. Mais tarde, aderiu à União Republicana de Brito Camacho.